# Duluth (Georgia)
Duluth is een plaats (city) in de Amerikaanse staat Georgia, en valt bestuurlijk gezien onder Gwinnett County.

## Demografie
Bij de volkstelling in 2000 werd het aantal inwoners vastgesteld op 22.122.
In 2006 is het aantal inwoners door het United States Census Bureau geschat op 25.838, een stijging van 3716 (16.8%).

## Geografie
Volgens het United States Census Bureau beslaat de plaats een oppervlakte van
23,1 km², waarvan 22,8 km² land en 0,3 km² water. Duluth ligt op ongeveer 334 m boven zeeniveau.

## Plaatsen in de nabije omgeving
De onderstaande figuur toont nabijgelegen plaatsen in een straal van 16 km rond Duluth.

## Geboren
- Robby Bostain (1984), Amerikaans-Israëlisch basketballer